# Misión jesuítica de San José de Itacuá
La misión jesuítica de San José de Itacuá fue una de las misiones que la Compañía de Jesús estableció en la provincia jesuítica del Paraguay durante la colonización española de América.
Está ubicada en la ciudad de
San José, provincia de Misiones, República Argentina
Fue fundada por José Cataldino en el año 1633. Refundada en 1660, y destruida en 1817.